# Обещание на рассвете (фильм, 2017)
«Обещание на рассвете» (фр. La Promesse de l'aube) — французско-бельгийский драматический фильм режиссёра Эрика Барбье с Шарлоттой Генсбур и Пьером Нине в главных ролях. В основу картины лёг одноимённый автобиографический роман известного писателя Ромена Гари, который уже был экранизирован в 1970 году режиссёром Жюлем Дассеном, поставившим на его
основе одноимённый фильм.
Лента была номинирована в 4-х категориях на получение французской национальной кинопремии «Сезар».

## Сюжет
Фильм рассказывает о непростой судьбе Ромена Гари (Романа Кацева), выдающегося французского офицера, дипломата и писателя, который дважды стал лауреатом Гонкуровской премии. Жизнь приготовила Ромену немало испытаний: бедность, болезни, лишения. Но всё это ему удалось одолеть и стать достойным человеком, благодаря тому, что в него всегда безоговорочно верила его мать Нина Кацев.
Будущий писатель родился и провёл детство в Польше. Позже, спасаясь от преследования фашистов за еврейское происхождение матери, он вместе с ней переезжает в Ниццу. Во Франции Ромен изучает юриспруденцию. С началом Второй мировой войны он служит в воздушных войсках, а после её завершения становится дипломатом, тем самым сдержав обещание, некогда данное матери…

## В ролях
- Пьер Нине — Роман Кацев / Ромен Гари
  - Павел Пушальский — Роман (в 8—10-летнем возрасте)
  - Немо Шиффман[фр.] — Роман (в 14—16-летнем возрасте)
- Шарлотта Генсбур — Нина Кацев
- Дидье Бурдон — Алекс Губернатис
- Жан-Пьер Дарруссен — Заремба
- Кэтрин Маккормак — Лесли Бланш
- Финнегэн Олдфилд — капитан Ланжер
- Зои Бойл — поэтесса

## Награды и номинации
Премия «Сезар»-2018
- Лучшая актриса — Шарлотта Генсбур (номинация)
- Лучший адаптированный сценарий — Эрик Барбье, Мари Эйнар (номинация)
- Лучшие декорации — Пьер Ренсон (номинация)
- Лучшие костюмы — Катрин Бушар (номинация)

Премия «Люмьер»-2018
- Лучшая актриса — Шарлотта Генсбур (номинация)